# Николаевская астрономическая обсерватория
Николаевская астрономическая обсерватория (код обсерватории — «089») — научно-исследовательский институт в Николаеве (Украина). Основана как морская обсерватория в 1821 году. С 1912 по 1991 год существовала как южное отделение Пулковской обсерватории. В 1992 году стала самостоятельным научным учреждением.

## История

### Морская обсерватория

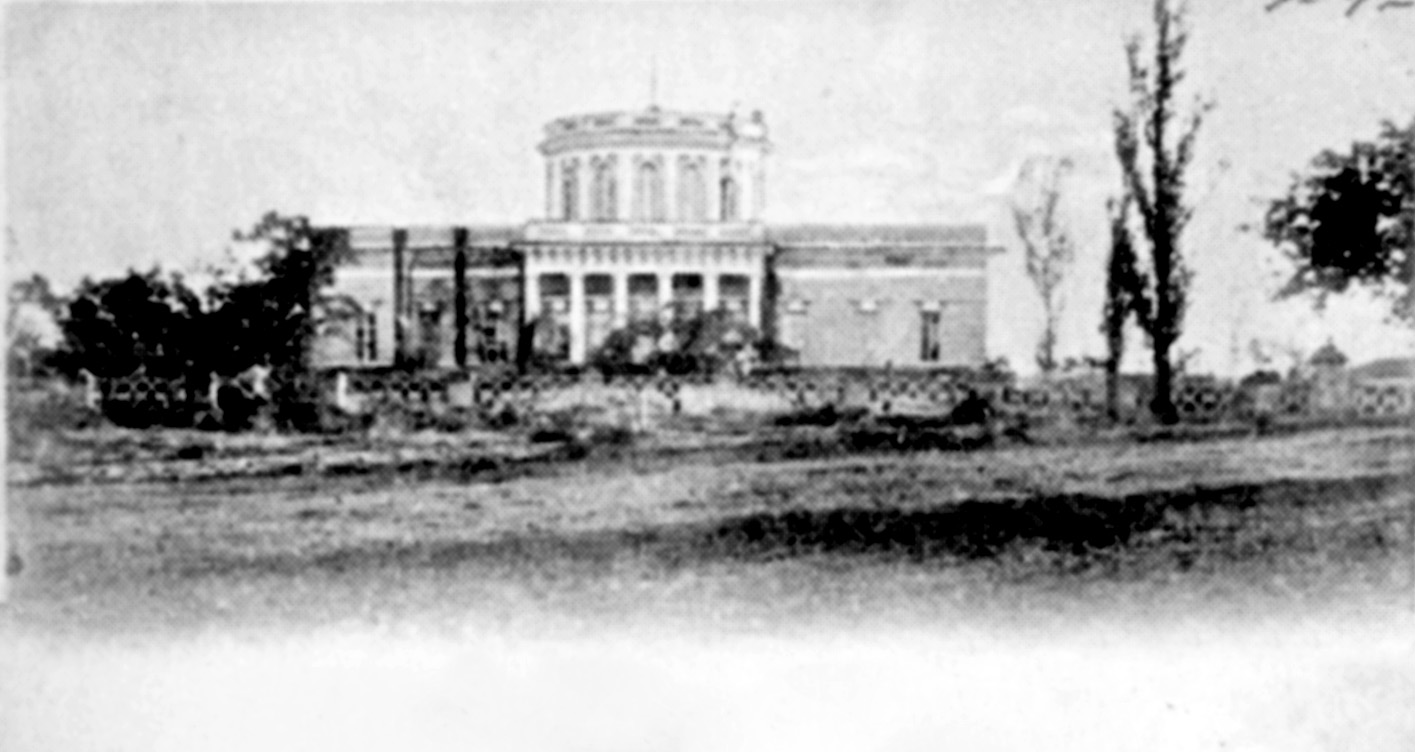
Николаевская обсерватория в 1900 году

Автором идеи основания в Николаеве специальной астрономической обсерватории — с целью обеспечения Черноморского флота временем, мореходными картами и обучения морских офицеров астрономическим методам ориентирования — был адмирал А. С. Грейг, который получив поддержку министра морского ведомства и разрешение императора Александра I, поручил главному архитектору Черноморского адмиралтейства Фёдору Ивановичу Вуншу (1770—1836) приступить к проектированию обсерватории. Местом для строительства обсерватории была выбрана вершина Спасского кургана — самый высокий холм Николаева (52 м). Руководство строительством в мае 1821 года было поручено Фон-дер-Флису. В 1828 году он был уволен и строительство завершал архитектор Людвиг Опацкий. Официальная дата завершения строительства — 28 июня 1829 года.
По рекомендации директора обсерватории Дерптского университета В. Я. Струве на пост первого директора был назначен студент богословского факультета университета Карл Кнорре, увлекавшийся астрономией. Кнорре пробыл на посту директора обсерватории 50 лет, до 1871 года. Астрономические исследования в обсерватории были продолжены вторым директором И. Е. Кортацци, которым был получен каталог положений звёзд, впоследствии названный «Николаевская зона».
В период деятельности обсерватории при Кнорре и Кортацци, были выполнены гидрографические работы на Азовском, Чёрном и Мраморном морях, проведены описи и определены более точные географические координаты многих опорных пунктов карт этих морей. Флот был снабжён точными инструментами и совершенными методами определения времени (долготы) и широты.

### Николаевское отделение Пулково

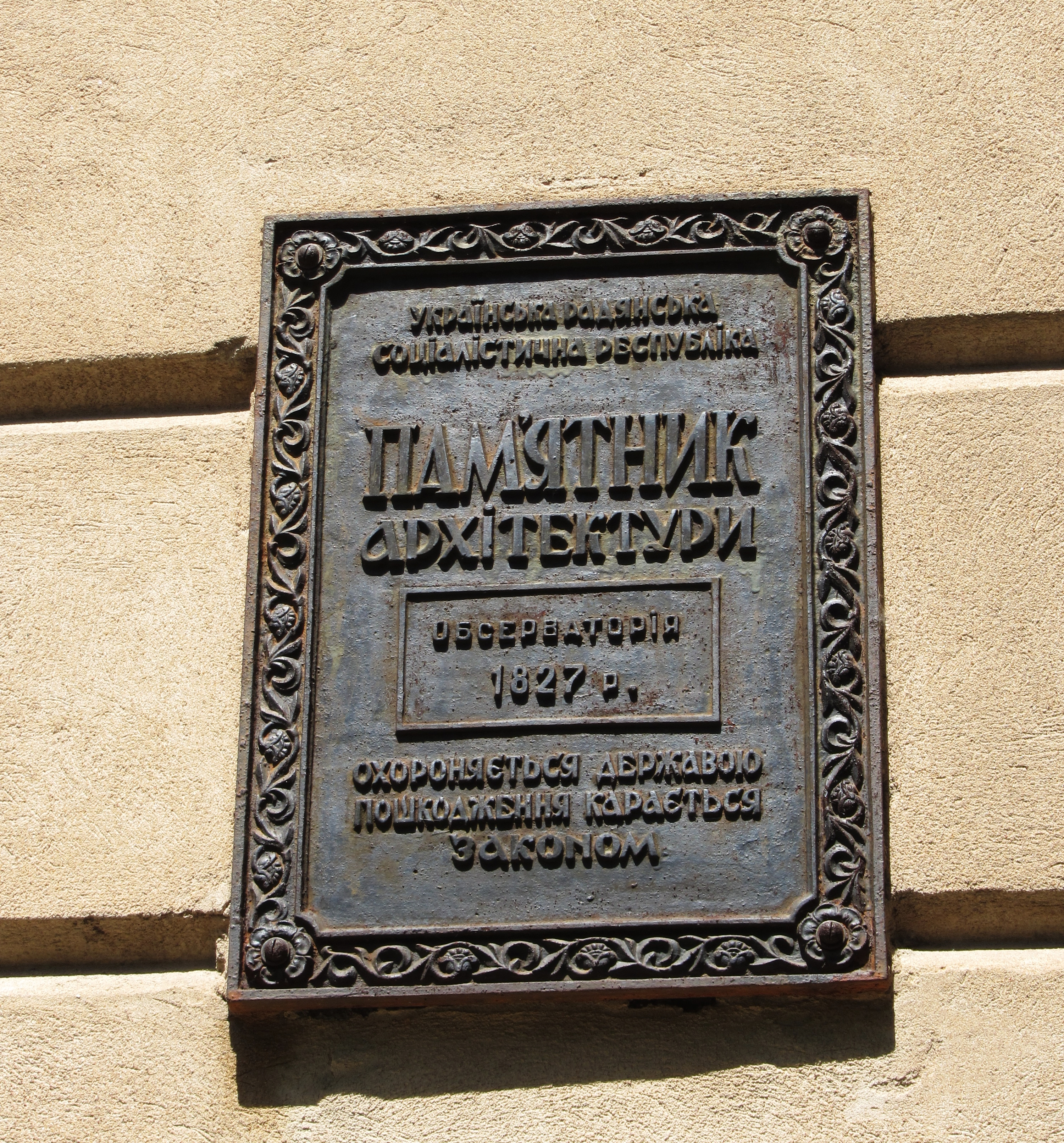
Табличка астрономической обсерватории

До 1911 года обсерватория находилась в Морском министерстве, а в 1912 году она получила статус южного отделения Пулковской обсерватории. Главной задачей обсерватории стало распространение системы Пулковских абсолютных звёздных каталогов на южное небо и выполнение регулярных наблюдений Солнца и тел Солнечной системы. Для оснащения нового отделения из Одессы были перевезены Вертикальный круг Репсольда и пассажный инструмент Фрейберга—Кондратьева.

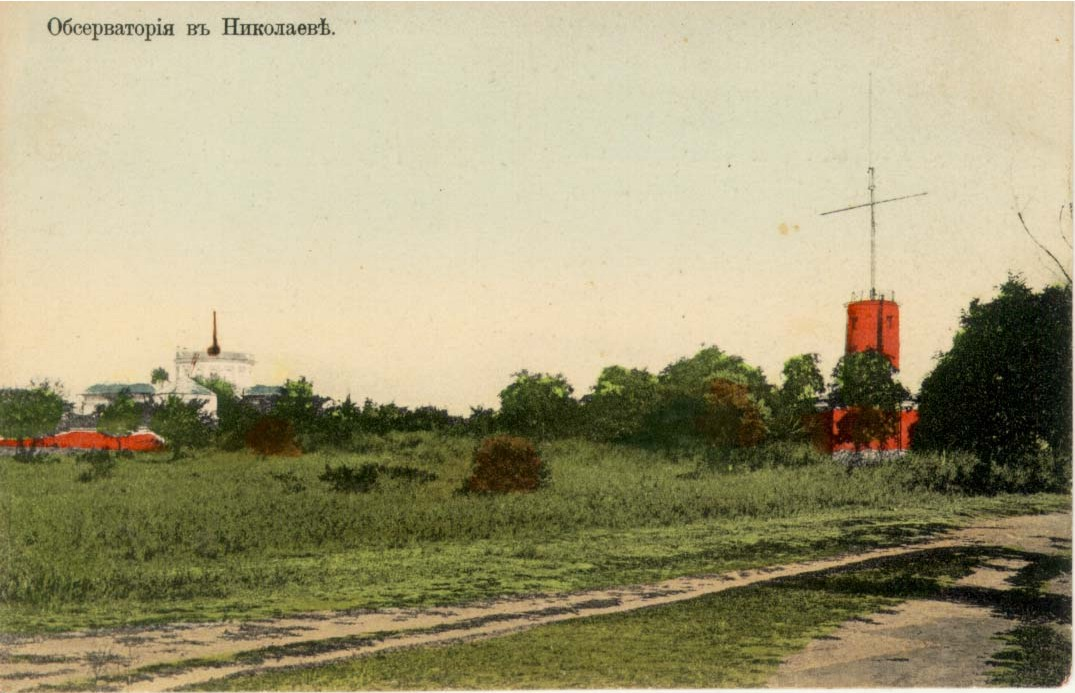
Обсерватория на дореволюционной открытке

Во время Первой мировой войны, революции и гражданской войны директором обсерватории был Борис Остащенко-Кудрявцев. Возрождение обсерватории связано с именем директора Леонида Семёнова, который возглавил обсерваторию в 1923 году. В 1931 году в обсерватории была создана высокоточная служба времени, которая принимала участие в национальных и международных программах по определению точного времени, а в 1935 году обсерватория была включена в систему учреждений Академии наук СССР в качестве Пулковского отделения.
В период послевоенного возрождения, в 1951 году, директором обсерватории был назначен Яков Гордон. В 1955 году в Николаев из Пулкова был перевезён меридианный круг Репсольда, на котором после восстановления и ряда модернизаций в течение 40 лет велись различные наблюдательные программы. В 1961 году после ввода в строй перевезённого также из Пулкова зонного астрографа фирмы «Карл Цейс» в обсерватории началась история фотографической астрометрии. В 1957—1969 годах проводились визуальные и фотографические наблюдения искусственных спутников Земли для определения их орбит.
В 1970—80-е годы обсерватория была инициатором и основным исполнителем нескольких научных экспедиций для наблюдений в условиях полярной ночи на острове Западный Шпицберген и в условиях высокогорья на Кавказе. В общей сложности в обсерватории было создано около 35 разных каталогов положений небесных светил. В 1978 году директором обсерватории стала Римма Федорова, которую в 1986 году сменил на этом посту Геннадий Пинигин. С августа 2015 года, пост директора обсерватории занимает выпускник Харьковского университета Александр Шульга.

### Николаевская астрономическая обсерватория
В 1992 году Николаевская астрономическая обсерватория стала самостоятельным научным учреждением, а в 2002 году получила статус научно-исследовательского института. В этот период НАО расширила тематику исследований в область астрономического приборостроения и исследования околоземного пространства. В 1995 году в НАО создан и введён в действие автоматический телескоп с ПЗС-приёмником — аксиальный меридианный круг (АМК), который в 1999 году включен в список объектов, составляющих национальное достояние Украины. После модернизации и оснащения ПЗС-приёмником зонный астрограф был переименован в мультиканальный телескоп (МКТ).
В 2004 году был введён в эксплуатацию скоростной автоматический комплекс (САК), на котором ведутся регулярные наблюдения объектов ближнего космоса в рамках участия в выполнении национальной космической программы Украины по контролю и анализу космической обстановки. В 2009 году создан первый на Украине мобильный телескоп «Мобител», состоящий из четырёх самостоятельных монтировок, оснащённых современными ПЗС-камерами и системой программного управления в режиме удалённого доступа. Проводится работа по созданию Николаевской виртуальной обсерватории (НикВО) в рамках создания Украинской национальной виртуальной обсерватории.
В апреле 2007 года обсерватория попала в число объектов, которые могут претендовать на включение в Список мирового наследия ЮНЕСКО. В состав памятника входит территория обсерватории площадью 7,1 гектаров, главное здание обсерватории как памятник архитектуры, старые и современные павильоны и постройки научного и хозяйственного назначения, парковый ландшафт и чугунное ограждение.

## Директора
- Карл Кнорре (1821—1871)
- Иван Кортацци (сентябрь 1872 — 13 сентября 1903)
- Лейтенант Долгополов (сентябрь 1903 — ноябрь 1903)
- Капитан 2-го ранга К. В. Максимов (ноябрь 1903 — начало 1904)
- Лейтенант П. А. Бровцин (начало 1904—1909)
- Борис Остащенко-Кудрявцев (1909—1923)
- Леонид Семёнов (29 сентября 1923 — апрель 1926)
- Герман Циммерман (апрель 1926 — 15 августа 1926)
- Леонид Семёнов (15 августа 1926—1951)
- Яков Гордон (1951 — май 1978)
- Римма Фёдорова (май 1978—1986)
- Геннадий Пинигин (1986 — август 2015)
- Александр Шульга (с августа 2015)

## Основные направления научных исследований
- Динамика тел Солнечной системы: ПЗС-наблюдения избранных астероидов с целью улучшения их орбит и определения масс; наблюдения астероидов, сближающихся с Землей; фотометрические наблюдения малых планет и спутников больших планет.

- Звездные системы координат: распространение системы каталога Гиппаркос на слабые звезды; исследование связи радио и оптической систем координат; создание каталогов положений звезд в избранных участках небесной сферы.

- Исследование околоземного пространства: совершенствование методики наблюдений объектов ближнего космоса; наблюдения геостационарных спутников с целью улучшения элементов их орбит и ведения каталога; контроль состояния ионосферы с целью сейсмопрогнозирования и изучения солнечно-земных связей; регулярные GPS- наблюдения.

- Информационная поддержка астрономических исследований: программное обеспечение проведения и обработки наблюдений; создание системы удаленного доступа к астрономическим комплексам с использованием локальной сети и Internet; создание и ведение общей базы данных НАО как элемента виртуальной обсерватории .

- Астрономическое приборостроение: создание новых инструментов и телескопов на основе современных методов регистрации и обработки информации; оснащение существующих телескопов ПЗС-камерами собственного изготовления, а также автоматизация астрономических наблюдений.

- История астрономии: вклад НАО в астрометрические исследования, освещение деятельности и вклада отдельных ученых в различные области астрономии, исследование истории экспедиций НАО

## Конференции
- 1996 — «Роль наземной астрометрии в Post-HIPPARCOS период» (175-летний юбилей НАО).
- 1998 — украинско-чешское совещание «Разработка инструментальных вычислительных комплексов с ПЗС для астрономических наблюдений».
- 1999 — «Исследование характеристик тел Солнечной системы ПЗС-методами».
- 2001 — «Расширение и связь опорных координатных систем с использованием наземных ПЗС наблюдательных средств» (180-летний юбилей НАО).
- 2003 — международное рабочее совещание «Оптические объекты и радиоисточники — координаты и взаимная связь».
- 2004 — международная научная конференция «Исследование искусственных и естественных объектов, сближающихся с Землей, и других тел Солнечной системы с использованием ПЗС наземных телескопов».
- 2006 — «Расширение сотрудничества в наземных астрономических исследованиях государств Юго-Восточной Европы. Изучение объектов околоземного пространства и малых тел Солнечной системы».
- 2011 — «Астрономические исследования: от ближнего космоса до Галактики» (190-летний юбилей НАО).
- 2016 — «Актуальные вопросы наблюдательной наземной астрономии»

## Международное сотрудничество
Николаевская астрономическая обсерватория имеет договоры по научному и научно-техническому сотрудничеству с астрономическими обсерваториями и институтами России, Китая, Румынии.
НАО — коллективный член Евроазиатского астрономического общества и Европейского астрономического общества.
Николаевская обсерватория, будучи одной из 7 в мире с индексом «h» (высокая точность), передает сведения о космических объектах, являющихся потенциально опасными для Земли в специализированный центр по их изучению в США.